# 草加
草加（そうか）は、埼玉県草加市の町名。現行行政地名は草加一丁目から五丁目。郵便番号は340-0043。

## 地理
草加市中央部の沖積平野に位置する。西は花栗、南は氷川町、東は東武伊勢崎線を挟んで神明・栄町、北は学園町に隣接する。北東部を伝右川が流れる。
町内の大部分は第一種中高層住居専用地域となっており、主に住宅地となっている。

## 歴史
- 1931年（昭和6年） - 太郎左衛門新田、弥惣右衛門新田、北草加、南草加、谷古宇、与左衛門新田等を合わせて大字草加とした。
- 1970年（昭和45年）4月1日 - 第2次住居表示の実施に伴ない[4]、氷川町・栄町・花栗町の各一部から草加一丁目〜五丁目が成立[5]。
- 2004年（平成16年） - 上野学園寮跡地に草加市立病院が建設される。

## 世帯数と人口
2017年（平成29年）10月1日現在の世帯数と人口は以下の通りである。
| 丁目       | 世帯数    | 人口    |
| ---------- | --------- | ------- |
| 草加一丁目 | 597世帯   | 1,092人 |
| 草加二丁目 | 716世帯   | 1,464人 |
| 草加三丁目 | 832世帯   | 1,626人 |
| 草加四丁目 | 671世帯   | 1,564人 |
| 草加五丁目 | 336世帯   | 590人   |
| 計         | 3,152世帯 | 6,336人 |

## 小・中学校の学区
市立小・中学校に通う場合、学区は以下の通りとなる。
| 丁目       | 番地            | 小学校               | 中学校             |
| ---------- | --------------- | -------------------- | ------------------ |
| 草加一丁目 | 全域            | 草加市立草加小学校   | 草加市立草加中学校 |
| 草加二丁目 | 1〜6番 15〜17番 | 草加市立草加小学校   | 草加市立草加中学校 |
| 草加二丁目 | その他          | 草加市立花栗南小学校 | 草加市立花栗中学校 |
| 草加三丁目 | 全域            | 草加市立花栗南小学校 | 草加市立花栗中学校 |
| 草加四丁目 | 全域            | 草加市立花栗南小学校 | 草加市立花栗中学校 |
| 草加五丁目 | 全域            | 草加市立花栗南小学校 | 草加市立花栗中学校 |

## 交通

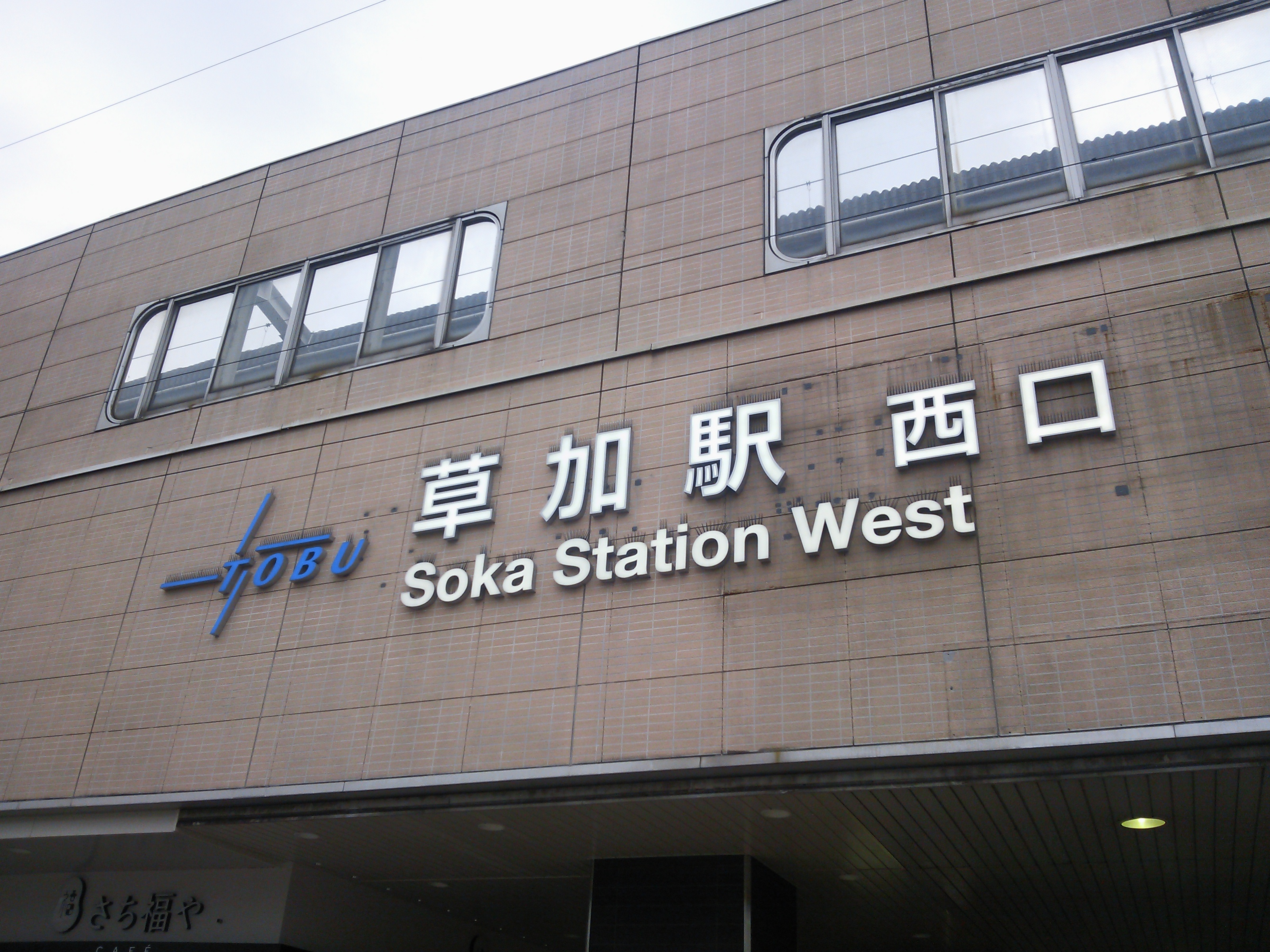
草加駅西口（2018年11月）

### 鉄道
町域内を東武伊勢崎線（東武スカイツリーライン）が通るが鉄道駅は存在しない。東武伊勢崎線草加駅、または獨協大学前駅が最寄駅となる。

### 道路
- 埼玉県道・千葉県道29号草加流山線 - 町内中央部を横断する。
- 男女土橋通り

## 寺社
- 草加観音堂
- 北草加氷川神社

## 施設
- 草加市立病院
- 草加市立きたうら保育園
- 北草加氷川神社
- 北草加観音堂
- 草加五丁目児童遊園